# 全元散曲
《全元散曲》是一部元代散曲總集，作者是元曲学者隋樹森，1964年由中华书局出版。该书共收元曲作家213家（另有無名氏作品），小令3760餘首，套曲410餘套。取材範圍除後人總集、別集、選集外，還從曲譜、曲話、筆記、方志等共117種材料廣為蒐集；並加以校勘、訂正，注明出處。1982年隋树森将《全元散曲》加以编选增补，完成《全元散曲简编》，1984年出版

## 編纂淵源
元代曲家大多為潦倒文人，既鮮知遇於當時，復少顯揚於後世。散曲更因為篇幅短小，更容易遺佚。元代除張可久、喬吉、張養浩三人作品有個人曲集流傳外，大多數的不傳於世。在後世所編的曲譜、曲總集 中雖有蒐羅一些作品但也並非所有作品都能網羅收入，蓋當時不重視這種文學也 。自元明以來散曲作品、作家的數字（包括有無名氏的曲），大約如下：
- 楊朝英《陽春白雪》50餘人
- 楊朝英《太平樂府》80餘人
- 佚名《樂府新聲》10餘人
- 佚名《樂府群玉》：專選小令，按作家編列。共存 21家627首。
- 張祿《詞林摘豔》40人
- 郭勛《雍熙樂府》
- 鍾嗣成《錄鬼簿》130人
- 朱權《太和正音譜》187人
- 任二北《散曲之研究》208人
- 任中敏《散曲概論》227人（按，僅統計資料，沒有詳細羅列有哪些人。）
- 陳乃乾《元人小令集》95人（按，僅收小令）
- 隋樹森《全元散曲》213人

這些本子也由於是一種通俗文學，在刊刻校勘比較隨便，不經一番整理是很難讀得通的。及至後來，對元代戲曲也不是很重視，有很多作品就開始亡佚散失。進入20世紀以後，逐漸對元代戲曲文學開始重視，但苦無相關文獻資料可以運用，隋樹森在〈全元散曲自序〉中就說出了研究上的三大困難在於資料的匱乏與取得不易（如孤本）。這種狀況不改善就會影響學術研究的發展。因此就此一部能反映元代散曲作家作品的總集醞釀而生。

## 內容
《全元散曲》分上、下兩冊，收入自金代元好問迄元末明初湯式、穀子敬等人的散曲213家（在《全元散曲簡編》作220人），以及元代和元末明初的無名氏散曲作品（先小令，後套曲），總共小令3853首（加補遺約3885首），套曲450餘套（在《全元散曲簡編》作470套），另有些元代作者的散曲殘曲未記入。所收錄小令、散套作品基本上都是北曲，除了極少數無名氏作品是南曲。其排列次序則資這宮調曲牌排列順序：北曲排列依李玉《北詞廣正譜》，附錄南曲則根據沈璟《南曲譜》排列。
《全元散曲》相關資料取捨上共參考、校閱了元、明兩代的散曲總集和別集，以及相關曲譜、曲話、文集、詞集、詞話、史書、方志、筆記、類書道藏及有關書目/材料約117種。除此之外，作者還採用天一閣《小山樂府》、《筆花集》、稿本《南北詞廣韻選》、殘本《北宮詞紀外集》等珍本，加以補充和校勘。此書書前有自序與引用書目；末尾附有《作家姓名別號索引》及《作品曲牌索引》，這兩個索引對於專門研究者有極廣泛的用處。